# Humat al-Hima
Humat al-Hima (em português:  Defensores da Pátria) é o hino nacional da Tunísia. A letra foi escrita pelos poetas Mustafá Sadik Al-Rafii e Aboul Kacem Chabbi na década de 1930. A música foi composta pelo egípcio Mohammad Abdel Wahab, que também compôs o hino nacional dos Emirados Árabes Unidos. Foi adotado em 12 de novembro de 1987, substituindo o antigo hino, escolhido em 1958, após a independência do país.